# Водяне (Покровський район)
Водяне́ — село Очеретинської селищної громади Покровського району Донецької області, в Україні. У селі є великі поклади кварцового піску.
Наразі село знаходиться під окупацією російськими терористами

## Назва
Назва походить від річки Водяна, що протікає крізь село.

## Загальні відомості
Відстань до райцентру становить близько 19 км і проходить автошляхом місцевого значення.

## Історія

### Війна на сході України
З 2014 року в околицях села точилися бойові дії.
Бою за Водяне 19 липня 2014 року присвячено розділ книжки Олени Білозерської «Щоденник нелегального солдата» ("Глава 21").
18 листопада 2022 року село окуповано терористами, але пізніше відбите.
7 лютого 2023 року поблизу села відбувся бій
З 2024 року село було окуповане Збройними силами Російської федерації під час дій Російського вторгнення в Україну

### Загинули внаслідок російського вторгнення в Україну
Макаренко Олександр (?-2023)—загинув 5 березня внаслідок арт удару

## Населення
За даними перепису 2001 року населення села становило 319 осіб, із них 19,75 % зазначили рідною мову українську та 80,25 %— російську.